# Licha cicatrix
Licha cicatrix là một loài bướm đêm trong họ Noctuidae.